# Union, Maine
Union är en kommun (town) i Knox County i Maine. Vid 2010 års folkräkning hade Union 2 259 invånare.